# Manuel Quintas
Manuel Neto Quintas SCJ (ur. 27 sierpnia 1949 w Mazouco) – portugalski duchowny rzymskokatolicki, sercanin, biskup Faro od 2004.

## Życiorys
Wstąpił do nowicjatu sercanów w Aveiro i w tymże zgromadzeniu złożył profesję wieczystą 29 września 1969. Ukończył studia filozoficzno-teologiczne w Lizbonie. Ponadto uzyskał tytuły licencjata na Katolickim Uniwersytecie Portugalii (tytuł z teologii moralnej) oraz w rzymskim Instytucie Teresianum (tytuł z teologii duchowości).
Święcenia kapłańskie otrzymał 12 czerwca 1977. Był prorektorem i profesorem teologii w Dehoniańskim Instytucie Misyjnym w Coimbrze (1980-1989), mistrzem nowicjatu w Aveiro (1991-1994) oraz przełożonym prowincjalnym portugalskiej prowincji sercanów (1994-2000).

### Episkopat
30 czerwca 2000 papież Jan Paweł II mianował go biskupem pomocniczym Faro, ze stolicą tytularną Elicroca. Sakry biskupiej udzielił mu 3 września 2000 bp Manuel Madureira Dias.
22 kwietnia 2004 został mianowany biskupem ordynariuszem Faro.